# Alto de Morga
Die Alto de Morga ist eine 328 Meter hohe Passstraße im spanischen Baskenland die Morga im Norden mit Larrabetzu im Süden über die BI-2713 verbindet.

## Streckenführung
Die Nordauffahrt der Alto de Morga beginnt auf der Alto de Gerekiz (172 m), wo die BI-2713 von der BI-2121 abzweigt. Nach einer ein Kilometer langen Abfahrt erreicht man Morga, wo die Straße zu steigen beginnt und für 3,9 Kilometer im Schnitt mit 4,1 % ansteigt. Auf dem ersten Kilometer beträgt die Steigung rund 5,5 % ehe ein zwei Kilometer langes Flachstück folgt, das zu dem letzten Kilometer führt auf dem die höchsten Steigungsprozente von rund 7 % erreicht werden. Die kurze Auffahrt umfasst zahlreiche Kurven, die durch offenes und bewaldetes Terrain führen.
Die Südauffahrt von Larrabetzu ist fünf Kilometer lang und weist eine durchschnittliche Steigung von 5,1 % auf. Nach einem flachen Kilometer nehmen die Steigungsprozente mit rund 5 % etwas zu, ehe ein kurzes Flachstück folgt. Auf den letzten zwei Kilometern sinkt die Durchschnittsteigung nicht unter 7 %.

## Radsport

### Vuelta a España
Bei der Vuelta a España wurde erstmals im Jahr 1977 eine Bergwertung auf der Alto de Morga abgenommen. Damals wurde die Südauffahrt des Passes, die als Anstieg der 3. Kategorie klassifiziert wurde, auf den ersten Kilometern der 18. Etappe befahren, ehe das Ziel auf dem Urkiola erreicht wurde. Mit Pedro Torres führte damals ein Spanier über den Pass. Im Jahr 2022 kehrte die Spanien-Rundfahrt auf die Alto de Morga zurück und führte auf der 5. Etappe über die Nordauffahrt. Die Bergwertung der 3. Kategorie sicherte sich der Monegasse Victor Langellotti.
Im Jahr 2025 soll die Alto de Morga im Rahmen der hügeligen 11. Etappe befahren werden, die um Bilbao ausgetragen wird. Im Anschluss an den Anstieg der 3. Kategorie folgen zwei Auffahrten der Alto del Vivero (403 m) und eine Auffahrt der Alto de Pike (215 m).
| Jahr | Etappe     | Bergwertung  | Fahrer             | Auffahrt |
| ---- | ---------- | ------------ | ------------------ | -------- |
| 1977 | 18. Etappe | 3. Kategorie | Pedro Torres       | Nord     |
| 2022 | 05. Etappe | 3. Kategorie | Victor Langellotti | Süd      |
| 2025 | 11. Etappe | 3. Kategorie |                    | Nord     |

### Tour de France
Bei der Tour de France 2023 wurde die Alto de Morga unter dem Namen Côte de Morga überquert, die den drittletzten Anstieg der 1. Etappe darstellte. Auf dem höchsten Punkt der Nordauffahrt wurde eine Bergwertung der 3. Kategorie abgenommen werden, die sich der Norweger Jonas Abrahamsen sicherte.
| Jahr | Etappe     | Bergwertung  | Fahrer           | Auffahrt |
| ---- | ---------- | ------------ | ---------------- | -------- |
| 2023 | 01. Etappe | 3. Kategorie | Jonas Abrahamsen | Nord     |